# Campionati mondiali di biathlon 1967

Un francobollo emesso dalle Poste della Germania orientale per celebrare i Mondiali

I Campionati mondiali di biathlon 1967 si svolsero ad Altenberg, all'epoca nella Repubblica Democratica Tedesca, e contemplarono esclusivamente gare maschili.

## Risultati

### 20 km
| Posizione | Atleta                | Nazione          | Tempo |
| --------- | --------------------- | ---------------- | ----- |
| 1         | Viktor Mamatov        | Unione Sovietica | -     |
| 2         | Stanisław Szczepaniak | Polonia          | -     |
| 3         | Jon Istad             | Norvegia         | -     |
| 4         | Rinat Safin           | Unione Sovietica | -     |
| 5         | Ola Wærhaug           | Norvegia         | -     |
| 6         | Erkki Ala-Honkola     | Finlandia        | -     |
| 7         | Ragnar Tveiten        | Norvegia         | -     |
| 8         | Horst Koschka         | Germania Est     | -     |
| 9         | Aleksandr Tichonov    | Unione Sovietica | -     |
| 10        | Heikki Flöjt          | Finlandia        | -     |

### Staffetta 4x7,5 km
| Posizione | Nazione          | Atleti                                                        | Tempo |
| --------- | ---------------- | ------------------------------------------------------------- | ----- |
| 1         | Norvegia         | Jon Istad Ragnar Tveiten Ola Wærhaug Olav Jordet              | -     |
| 2         | Unione Sovietica | Aleksandr Tichonov Viktor Mamatov Rinat Safin Nikolaj Puzanov | -     |
| 3         | Svezia           | Olle Petrusson Tore Eriksson Holmfrid Olsson Sture Ohlin      | -     |

## Medagliere per nazioni
| Posizione | Nazione          | Oro | Argento | Bronzo | Totale |
| --------- | ---------------- | --- | ------- | ------ | ------ |
| 1         | Unione Sovietica | 1   | 1       | 0      | 2      |
| 2         | Norvegia         | 1   | 0       | 1      | 2      |
| 3         | Polonia          | 0   | 1       | 0      | 1      |
| 4         | Svezia           | 0   | 0       | 1      | 1      |